# الخلافات الحدودية بين كرواتيا وسلوفينيا

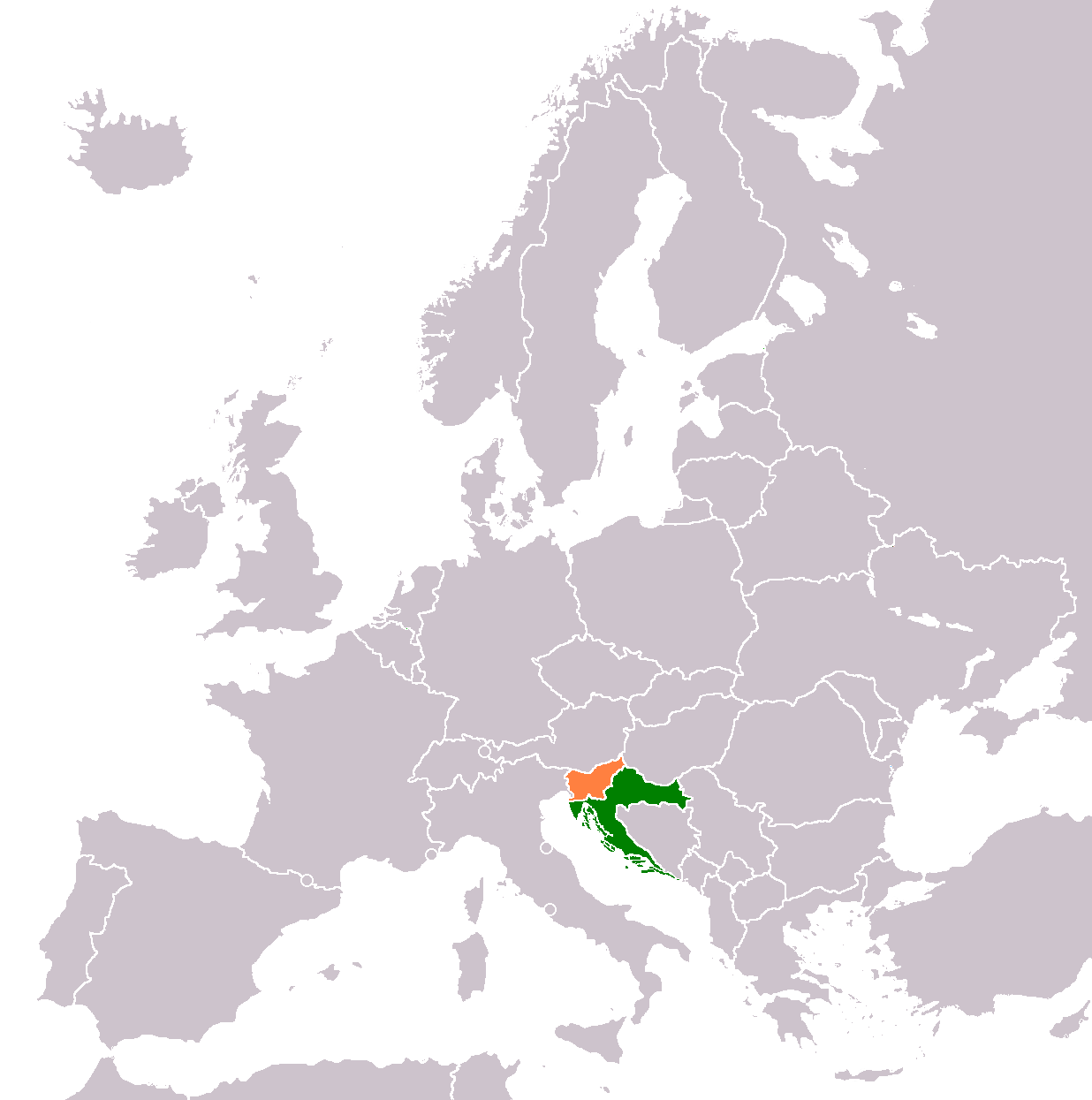
موقع البلدين في قارة أوروبا:

ظهرت الخلافات الحدودية بين كرواتيا وسلوفينيا أول مرة بعد استقلال البلدين عن يوغوسلافيا. اتفقت الدول إلى التحكيم الدولي في حل خلافاتها.

## الخلاف حول الحدود البريّة
النزاعات الحدودية بين كرواتيا وسلوفينيا تظهر في الجانب الأدنى من مجرى نهر دراغونيا؛ حيث أن سلوفينيا تدعي أن من حقها ثلاث قرى صغيرة على ضفة النهر اليسرى. وعلى طول مجرى نهر مورا؛ حيث تطالب سلوفينيا الحدود لتكون على طول مجرى النهر الحالي بدلا من طول الأطروحات السابقة وتدعي بامتكلاكها قطعة أرض بجوار هوتيزا تعتبر غير مأهولة بالسكان تقريباً. كل هذه المطالبات في طور تسويتها عن طريق التحكيم الإلزامي.

## الخلاف حول الحدود البحرية

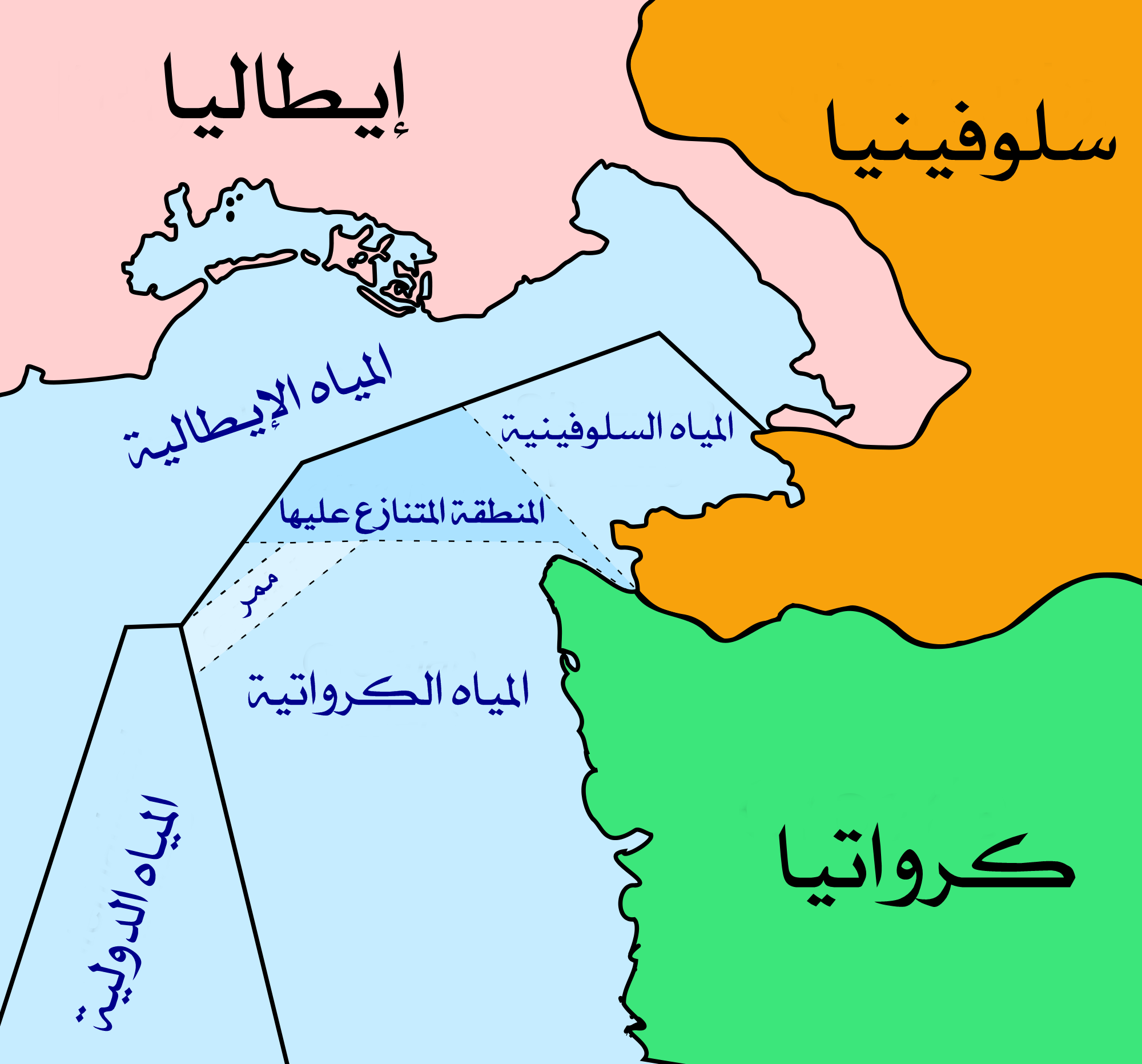
جزء من خليج بيران متنازع عليه بين كرواتيا وسلوفينيا.

بدأت كلا من كرواتيا وسلوفينيا المفاوضات بينهما عام 1992م لتحديد الحدود البحرية في خليج بيران، لكنهما فشلتا في الاتفاق، مما أدى احتدام إلى النزاع. فيما بعد أعلنا كلا البلدين أن مناطقهما الاقتصادية في الخليج تتداخل فيما بينها جزئياً. طلبت كرواتيا بعد ذلك طلباً إلى الاتحاد الأوروبي للانضمام له كدولة عضو؛ لكن الاتحاد قد علق الطلب في البداية حتى تحل نزاعاتها الحدوديّة البحريّة مع سلوفينيا. في نهاية المطاف تمت تسويّة الأزمة بالاتفاق على قبول قرار لجنة التحكيم الدولية التابعة للأمم المتحدة؛ مما أتاح لكرواتيا التقدم نحو عضوية الاتحاد الأوروبي. تمت تسويتها في نهاية المطاف هذه مع الاتفاق على قبول قرار تعيين لجنة التحكيم الدولية حتى عبر الأمم المتحدة، مما مكن كرواتيا من التقدم في مسيرة الانضمام للاتحاد الأوروبي.